# Pogány
Pogány es un pueblo ubicado en el distrito de Pécs, en el condado de Baranya, Hungría.

## Superficie
Posee una superficie de 11,55 kilómetros cuadrados.

## Demografía
Hasta 2019 la población era de 1240 habitantes, con una densidad de población de 107,4 habitantes por kilómetro cuadrado.